# Osmakasaurus depressus
Osmakasaurus depressus es la única especie conocida del género extinto Osmakasaurus de dinosaurio iguanodontiano camptosáurido que vivió a principios del período Cretácico durante el Valanginiense, hace aproximadamente 137 millones de años, en lo que es hoy Norteamérica.
Su restos se encontraron en Buffalo Gap en Dakota del Sur, Estados Unidos. Es conocido del Miembro Chilson de la formación Lakota. Este género fue nombrado por Andrew T. McDonald en el año de 2011 y la especie tipo es Osmakasaurus depressus. O. depressus fue previamente clasificado como Camptosaurus depressus, siendo descrito originalmente en 1909 por el paleontólogo Charles W. Gilmore.